# Vettweiß
Vettweiß is een plaats en gemeente in de Duitse deelstaat Noordrijn-Westfalen, gelegen in de Kreis Düren. Vettweiß telt 9.527 inwoners (31 december 2020) op een oppervlakte van 83,15 km².

## Plaatsen in de gemeente Vettweiß
De gemeente Vettweiß bestaat uit 11 plaatsen (Ortsteilen):
- Disternich
- Froitzheim met Frangenheim
- Ginnick
- Jakobwüllesheim
- Kelz
- Lüxheim
- Müddersheim
- Sievernich
- Soller
- Vettweiß met Kettenheim
- Gladbach met Mersheim

## Bezienswaardigheden
De gemeente telt binnen haar grenzen een aantal oude kastelen (doorgaans privé bewoond en dus niet te bezichtigen) en kapelletjes.
Aldenhoven · Düren · Heimbach · Hürtgenwald · 
Inden · Jülich · Kreuzau · Langerwehe · Linnich · Merzenich · Nideggen · Niederzier · Nörvenich · Titz · Vettweiß